# Elección presidencial de Croacia de 2014-2015
Las elecciones presidenciales se celebraron en Croacia el 28 de diciembre de 2014 y el 11 de enero de 2015, siendo la sexta elecciones desde la independencia en 1991. Con sólo cuatro candidatos, las elecciones tuvieron el menor número de competidores desde las elecciones de 1997. El presidente en funciones Ivo Josipović, que había sido elegido como candidato del Partido Socialdemócrata en la elección 2009-2010, buscó la reelección a un segundo y último período de cinco años.
Como ningún candidato recibió el 50% de los votos en la primera vuelta en diciembre de 2014, se produjo una segunda vuelta en enero de 2015 entre los dos candidatos con más votos; el presidente en funciones Ivo Josipović y Kolinda Grabar-Kitarović. En la segunda vuelta, Josipović fue derrotado por Grabar-Kitarović por un escaso margen de 32.509 votos para Grabar-Kitarović, que así ganó las elecciones convirtiéndose en la primera presidenta de Croacia.
Las elecciones fueron la segunda en tener una mujer en la segunda vuelta, la primera fue en las elecciones de 2005, y también contó con el candidato más joven a correr en una contienda presidencial, Ivan Vilibor Sinčić, de 24 años. La elección de Kolinda Grabar-Kitarović marcó la primera victoria de la Unión Democrática Croata (HDZ) en una elección presidencial desde la muerte de Franjo Tuđman en diciembre de 1999, convirtiéndola en la primera presidenta de la derecha en 15 años. La derrota de Josipović marcó la primera vez que un presidente en ejercicio no fue pudo ser reelegido por un segundo período de cinco años, a diferencia de sus predecesores Franjo Tuđman y Stjepan Mesić que sirviendo dos mandatos. El número de votos (1.114.900) recibidos por Grabar-Kitarović en la segunda ronda fue el número más bajo de votos recibidos por cualquier presidente croata elegido hasta la fecha. Grabar-Kitarović fue juramentada como la cuarta presidenta de Croacia el 15 de febrero de 2015. Se convirtió en la persona más joven para asumir el cargo de Presidente de la República, con 46 años y 295 días.

## Antecedentes y reglamentos
A mediados de octubre de 2014, el gobierno dirigido por el SDP propuso la adopción de una nueva ley electoral para febrero de 2015. El presidente parlamentario del SDP, Josip Leko, declaró que la posición del partido en consulta con la Comisión de Venecia era que la ley electoral no debería cambiarse dentro de un año antes una elección. Sin embargo, la nueva Ley sobre la Elección del Presidente de la República de Croacia fue posteriormente votada por la mayoría parlamentaria dirigida por el SDP el 24 de octubre. La oposición Unión Democrática Croata (HDZ) se retiró en la votación criticando el momento, mientras que la mayoría de los representantes minoritarios del parlamento votaron en contra de la ley debido a la falta de consulta de los grupos parlamentarios. Peđa Grbin, jefe del comité constitucional del parlamento, criticó a la oposición: "Entiendo por qué mis colegas de HDZ se oponen, ya que no tendrán que esperar hasta la medianoche para descubrir que también han perdido estas elecciones" - aparentemente en referencia a una parte de la ley que acortó el silencio electoral desde la medianoche del día de las elecciones hasta el cierre de las urnas.
Uno de los cambios más significativos en la ley implicó limitar el voto en el extranjero a las oficinas consulares. Esto tuvo el efecto de reducir considerablemente el número de mesas de votación en la vecina Bosnia y Herzegovina: de 124 en las elecciones presidenciales de 2009-10 a 15 en las actuales elecciones. La Asamblea Popular Croata, agrupación de partidos croatas en Bosnia y Herzegovina, protestó por la reducción. En general, el número de centros de votación en el extranjero se redujo de 250 a 90. El 20 de noviembre, el primer ministro croata, Zoran Milanović, convocó a las elecciones presidenciales del 28 de diciembre. Las encuestas de opinión a finales de 2014 mostraron al público croata con un alto grado de desaprobación de la dirección del país y el gobierno.

## Candidatos
El 22 de noviembre de 2014, los siguientes candidatos habían anunciado sus candidaturas:
- Ivo Josipović, candidato oficial y formalmente independiente, nominado por el Partido Socialdemócrata de Croacia (SDP) y de tendencia centro-izquierda.[9] También apoyado por otros miembros de la coalición gobernante de centro-izquierda: Partido del Pueblo Croata (HNS-LD),[10] la Asamblea Democrática de Istria (IDS),[11] y el Partido Croata de Pensionistas (HSU). También apoyado por los Labourists croatas (HL).
- Kolinda Grabar-Kitarović, candidata de la Unión Democrática Croata (HDZ) de tendencia centro-derecha, la candidatura oficialmente confirmada el 12 de junio de 2014.[12] También apoyado por otros miembros de la coalición de oposición de centro-derecha: el Partido Campesino Croata (HSS), el Partido Social Liberal Croata (HSLS), el Partido Croata de Derechos dr. Ante Starčević, Partido Democrático de Zagorje, Crecimiento Croata, y Pensionistas Bloqueados Juntos.
- Milán Kujundžić, miembro del partido no parlamentario populista de derecha croata Dawn (HZ), candidato de la coalición de partidos de la Alianza para la Croacia. Candidatura confirmada oficialmente el 18 de octubre de 2014.[13]
- Ivan Vilibor Sinčić, estudiante, activista político de Živi zid.

## Campaña
Durante la primera ronda de la campaña, el presidente del Consejo de Veteranos de Guerra del presidente Vlado Marić dio su dimisión en protesta por Josipović. Su renuncia citó la falta de una "reacción apropiada a los múltiples intentos de mostrar a [Josipović] oa sus allegados, personalmente a través del Consejo de Veteranos de Guerra, de la dificultad y seriedad de los problemas que afectan a los veteranos croatas".
El presidente en funciones Ivo Josipović se dirigió a sus partidarios la noche de la primera vuelta de las elecciones. Durante su discurso declaró que "se ha derramado demasiada sangre para Croacia y que murieron demasiados defensores que daríamos a Croacia a quienes no lo merecen" en referencia a la opositora Grabar-Kitarović. La Unión Democrática Croata criticó la retórica del presidente como "sucia y agresiva" y subrayó que mientras Josipović "habla de sangre", su candidata ofrece "paz, unidad y optimismo".
Después de la primera vuelta, se le preguntó al candidato que logró el tercer lugar, Ivan Sinčić, a cuál de los dos candidatos que apoyaría en la segunda ronda, a lo que respondió que no podía apoyar a ninguno por razones morales. El Živi zid de Sinčić dijo a sus partidarios que votaran nulo en la segunda vuelta colocando el nombre de Sinčić en la papeleta. El vicepresidente del gobierno del SDP, Milanka Opačić, llamó a Sinčić una "mentira colorida" en una entrevista de la sede de la campaña de Josipović en la noche de la de primera vuelta. En respuesta, el gerente de campaña de Sinčić, Dušan Cvetanović, llamó a SDP y al gobierno "una colorida mentira en la que cada vez menos personas confían". El vicepresidente del SDP y director de operaciones de la campaña de Josipović, Željka Antunović también dijo que "Sinčić actuó como un anarquista y no ofreció soluciones". Sin embargo, al día siguiente Josipović dijo a los votantes de Sinčić: "Espero que los votantes que fueron por Sinčić reconozcan que este es un campo donde estamos jugando juntos". Sinčić continuó su trabajo con Živi zid después de la primera ronda. Fue arrestado durante un intento de impedir un desalojo en Zagreb el 8 de enero. 
El candidato que quedó en el cuarto lugar, Milan Kujundžić, apoyó a la candidatura de Grabar-Kitarović durante su discurso de concesión en la noche de la elección de primera vuelta declarando que "Croacia tendrá un nuevo presidente". El Partido de Derechos de Croacia, que había apoyado a Kujundžić, apoyó posteriormente a Grabar-Kitarović.
Grabar-Kitarović entró en la segunda vuelta como la segunda mujer en hacerlo después de Jadranka Kosor en 2005, e intentó ser la primera en ganar la presidencia. En la entrevista del primer año del primer ministro Milanović con RTL, se refirió a ella como una "primera bailarina" en el anterior gobierno HDZ cuando se desempeñó como ministra. En la entrevista, Milanović también se refirió a los obispos católicos croatas como "los más atrasados de Europa" y se refirió a la Navidad ortodoxa como el único día no lobarable en las próximas semanas, a pesar de que Ephipany se celebró como feriado nacional no laborable el 6 de enero y La Navidad ortodoxa es una fiesta opcional no laborable reservada para aquellos ortodoxos que la observan.
Josipović continuó con algunos eventos en su papel presidencial durante la campaña. El 6 de enero asistió a la fiesta de Navidad del Consejo Nacional Serbio. Tradicionalmente, el evento cuenta con la presencia del presidente, aunque Josipović había sido el último en 2012 después de una pelea con el jefe del consejo Milorad Pupovac.

### Gastos de campaña
| Candidato (Partido) | Candidato (Partido)                | Dinero gastado hasta el 28 de diciembre | Votos   |
| ------------------- | ---------------------------------- | --------------------------------------- | ------- |
|                     | Ivo Josipović (apoyado por el SDP) | 5,400,000                               | 687,558 |
|                     | Kolinda Grabar-Kitarović (HDZ)     | 2,500,000                               | 665,309 |
|                     | Milan Kujundžić (SZH)              | 390,806                                 | 112,581 |
|                     | Ivan Sinčić (Živi zid)             | 92,627                                  | 293,562 |

### Debates de la segunda vuelta
Grabar-Kitarović y Josipović debían tener 3 debates antes de la segunda vuelta:
- RTL Televizija - Domingo 4 de enero. Este debate fue visto por 805,000 personas.[23]
- Nova TV - Jueves 8 de enero
- Croatian Radiotelevision - Domingo 9 de enero

## Encuestas

### Primera vuelta
| Fecha   | Encuestadora                                                            | Ivo Josipović | Kolinda Grabar-Kitarović | Milan Kujundžić | Ivan Sinčić | Otros | Ninguno/Indecisos |
| ------- | ----------------------------------------------------------------------- | ------------- | ------------------------ | --------------- | ----------- | ----- | ----------------- |
| Fecha   | Encuestadora                                                            |               |                          |                 |             | Otros | Ninguno/Indecisos |
| 28 Dec  | Exit polls                                                              | 38.8%         | 38.1%                    | 5.7%            | 15.9%       |       |                   |
| 19 Dec  | Ipsos puls for Novatv                                                   | 46.5%         | 34.9%                    | 7.2%            | 9.2%        |       |                   |
| 18 Dec  | Promocija Plus for RTL                                                  | 42.1%         | 30.5%                    | 9.3%            | 7.5%        |       | 10.6%             |
| 4 Dec   | Promocija plus for RTL                                                  | 42.3%         | 28.3%                    | 11.2%           |             | 9.5%  | 8.7%              |
| 6 Sep   | Promocija plus Archivado el 1 de enero de 2015 en Wayback Machine.      | 48.9%         | 32.5%                    | 6.8%            |             |       |                   |
| 4 Sep   | Ipsos puls Archivado el 3 de octubre de 2014 en Wayback Machine.        | 45.5%         | 30.9%                    | 2.1%            |             | 9.4%  | 12.1%             |
| 4 Aug   | Promocija plus Archivado el 23 de diciembre de 2014 en Wayback Machine. | 48.4%         | 33.6%                    | 4.8%            |             | 3.2%  | 10.0%             |
| 1-3 Jul | Promocija plus Archivado el 23 de diciembre de 2014 en Wayback Machine. | 49.2%         | 35.2%                    | 4.3%            |             | 1.8%  | 9.4%              |
| Junio   | Promocija plus Archivado el 23 de diciembre de 2014 en Wayback Machine. | 50.1%         | 29.2%                    | 6.2%            |             | 4.8%  | 9.6%              |
| Junio   | Ipsos puls                                                              | 50.3%         | 37.3%                    |                 |             |       | 12.4%             |
| Mayo    | Promocija plus Archivado el 23 de diciembre de 2014 en Wayback Machine. | 52.5%         | 27.0%                    | 6.1%            |             | 5.9%  | 8.6%              |
| Abril   | Promocija plus Archivado el 23 de diciembre de 2014 en Wayback Machine. | 51.6%         | 27.2%                    | 4.5%            |             | 8.6%  | 8.2%              |
| Marzo   | Promocija plus Archivado el 23 de diciembre de 2014 en Wayback Machine. | 52.2%         | 28.4%                    |                 |             | 8.8%  | 10.7%             |
| Febrero | Promocija plus Archivado el 23 de diciembre de 2014 en Wayback Machine. | 54.0%         | 24.0%                    |                 |             | 10.3% | 11.7%             |
| Enero   | Promocija plus Archivado el 23 de diciembre de 2014 en Wayback Machine. | 51.7%         | 17.4%                    |                 |             | 19.9% | 11.0%             |

### Balotaje
| Fecha  | Encuestadora           | Ivo Josipović | Kolinda Grabar-Kitarović | Indecisos |
| ------ | ---------------------- | ------------- | ------------------------ | --------- |
| Fecha  | Encuestadora           |               |                          | Indecisos |
| 11 Ene | Exit polls             | 48.6%         | 51.4%                    | 0%        |
| 18 Dec | Promocija Plus for RTL | 52.0%         | 41.3%                    | 6.7%      |
| 4 Dec  | Promocija plus for RTL | 50.9%         | 41.4%                    | 7.7%      |

## Resultados

### Primera vuelta
|  | 38.46 % |

|  | 37.22 % |

|  | 16.42 % |

|  | 6.30 % |

|  | 98.44 % |

|  | 1.56 % |

|  | 100.00 % |

|  | 47.12 % |

#### Resultados de la primera vuelta por condado
| Condado                          | Registrados | Votos     | Participación | Josipović | Josipović | Grabar-Kitarović | Grabar-Kitarović | Sinčić  | Sinčić | Kujundžić | Kujundžić |
| Condado                          | Registrados | Votos     | Participación | Votos     | %         | Votos            | %                | Votos   | %      | Votos     | %         |
| -------------------------------- | ----------- | --------- | ------------- | --------- | --------- | ---------------- | ---------------- | ------- | ------ | --------- | --------- |
| Bjelovar-Bilogora                | 101,494     | 45,071    | 44.41%        | 17,602    | 39.05%    | 16,652           | 36.94%           | 7,906   | 17.54% | 2,371     | 5.26%     |
| Brod-Posavina                    | 140,575     | 66,164    | 47.07%        | 21,194    | 32.03%    | 29,811           | 45.05%           | 10,609  | 16.03% | 3,478     | 5.26%     |
| Dubrovnik-Neretva                | 108,910     | 53,412    | 49.04%        | 18,263    | 34.19%    | 22,205           | 41.57%           | 8,026   | 15.02% | 3,994     | 7.38%     |
| Istria                           | 188,659     | 85,335    | 45.23%        | 52,966    | 62.05%    | 12,148           | 14.23%           | 17,144  | 20.08% | 1,869     | 2.19%     |
| Karlovac                         | 115,725     | 56,420    | 48.75%        | 19,140    | 33.92%    | 24,142           | 42.78%           | 10,025  | 17.77% | 2,445     | 4.33%     |
| Koprivnica-Križevci              | 95,289      | 43,822    | 45.99%        | 18,287    | 41.72%    | 15,193           | 34.66%           | 7,689   | 17.54% | 2,123     | 4.84%     |
| Krapina-Zagorje                  | 109,617     | 45,720    | 41.71%        | 18,220    | 39.85%    | 16,306           | 35.66%           | 8,555   | 18.71% | 2,011     | 4.40%     |
| Lika-Senj                        | 46,741      | 21,701    | 46.43%        | 5,678     | 26.16%    | 12,171           | 56.06%           | 2,202   | 10.14% | 1,394     | 6.42%     |
| Međimurje                        | 96,394      | 46,612    | 48.36%        | 27,630    | 59.27%    | 9,627            | 20.65%           | 7,458   | 16.00% | 1,413     | 3.03%     |
| Osijek-Baranya                   | 261,730     | 118,379   | 45.23%        | 40,380    | 34.09%    | 47,279           | 39.91%           | 22,451  | 18.95% | 6,754     | 5.70%     |
| Požega-Eslavonia                 | 67,852      | 35,880    | 52.88%        | 12,555    | 34.99%    | 15,342           | 42.75%           | 5,298   | 14.76% | 2,181     | 6.08%     |
| Primorje-Gorski Kotar            | 268,824     | 119,107   | 44.31%        | 58,280    | 48.91%    | 34,882           | 29.27%           | 20,676  | 17.35% | 3,490     | 2.93%     |
| Sisak-Moslavina                  | 152,358     | 64,487    | 42.33%        | 23,002    | 35.66%    | 26,201           | 40.62%           | 10,533  | 16.33% | 3,972     | 6.16%     |
| Split-Dalmacia                   | 408,023     | 204,869   | 50.21%        | 61,441    | 29.96%    | 80,732           | 39.37%           | 31,194  | 15.21% | 27,980    | 13.65%    |
| Šibenik-Knin                     | 104,976     | 48,340    | 46.05%        | 15,165    | 35.46%    | 21,763           | 45.00%           | 6,913   | 14.30% | 3,736     | 7.73%     |
| Varaždin                         | 146,489     | 70,790    | 48.32%        | 35,589    | 50.26%    | 19,286           | 27.24%           | 12,682  | 17.91% | 2,282     | 3.22%     |
| Virovitica-Podravina             | 72,864      | 34,841    | 47.82%        | 12,577    | 36.09%    | 15,002           | 43.04%           | 5,101   | 14.64% | 1,685     | 4.83%     |
| Vukovar-Sirmia                   | 158,872     | 70,673    | 44.48%        | 21,705    | 30.70%    | 35,013           | 49.52%           | 10,120  | 14.31% | 2,837     | 4.01%     |
| Zadar                            | 165,454     | 71,178    | 43.02%        | 23,630    | 33.18%    | 30,766           | 43.20%           | 10,831  | 15.21% | 4,722     | 6.63%     |
| Condado de Zagreb                | 272,633     | 128,111   | 46.99%        | 47,104    | 36.75%    | 47,287           | 36.90%           | 23,714  | 18.50% | 7,917     | 6.18%     |
| Zagreb                           | 690,208     | 335,490   | 48.61%        | 134,915   | 40.17%    | 117,673          | 35.04%           | 53,821  | 16.03% | 22,332    | 6.65%     |
| Votantes del exterior            | –           | 20,601    | –             | 2,355     | 11.43%    | 15,898           | 77.15%           | 1,649   | 8.00%  | 622       | 3.02%     |
| TOTAL                            | 3,794,293   | 1,787,928 | 47.12%        | 687,678   | 38.46%    | 665,379          | 37.22%           | 293,570 | 16.42% | 112,585   | 6.30%     |
| Fuente: State Election Committee |             |           |               |           |           |                  |                  |         |        |           |           |

### Segunda vuelta

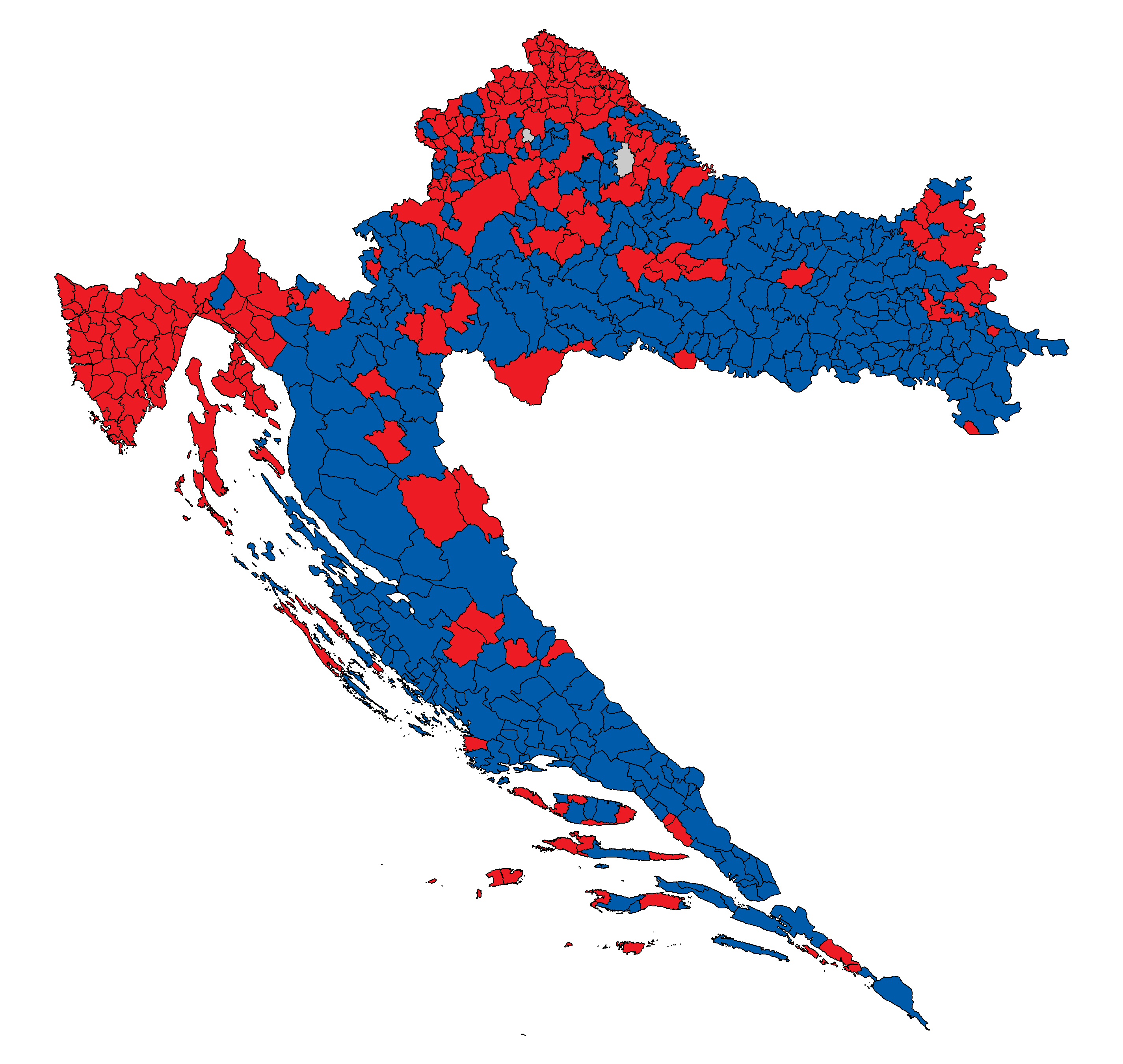
Resultados del balotaje por municipios.

|  | 50.74 % |

|  | 49.26 % |

|  | 97.31 % |

|  | 2.69 % |

|  | 100.00 % |

|  | 59.06 % |

#### Resultados del balotaje por condado
| Condado                          | Registrados | Votos     | Participación | Grabar-Kitarović | Grabar-Kitarović | Josipović | Josipović |
| Condado                          | Registrados | Votos     | Participación | Votos            | %                | Votos     | %         |
| -------------------------------- | ----------- | --------- | ------------- | ---------------- | ---------------- | --------- | --------- |
| Bjelovar-Bilogora                | 101,897     | 58,988    | 57.89%        | 28,846           | 50.11%           | 28,722    | 49.89%    |
| Brod-Posavina                    | 141,045     | 77,573    | 55.00%        | 44,928           | 59.59%           | 30,470    | 40.41%    |
| Dubrovnik-Neretva                | 109,308     | 65,029    | 59.49%        | 36,641           | 57.97%           | 26,566    | 42.03%    |
| Istria                           | 189,129     | 105,618   | 55.84%        | 21,152           | 20.53%           | 81,888    | 79.47%    |
| Karlovac                         | 116,112     | 69,849    | 60.16%        | 38,072           | 55.92%           | 30,017    | 44.08%    |
| Koprivnica-Križevci              | 95,720      | 56,262    | 58.78%        | 25,579           | 46.57%           | 29,344    | 53.43%    |
| Krapina-Zagorje                  | 110,082     | 65,029    | 59.07%        | 29,758           | 47.05%           | 33,492    | 52.95%    |
| Lika-Senj                        | 46,979      | 27,695    | 58.95%        | 18,230           | 67.11%           | 8,933     | 32.89%    |
| Međimurje                        | 96,666      | 57,884    | 59.88%        | 15,581           | 27.40%           | 41,283    | 72.60%    |
| Osijek-Baranya                   | 262,467     | 149,631   | 57.01%        | 77,823           | 53.50%           | 67,638    | 46.50%    |
| Požega-Eslavonia                 | 68,143      | 41,435    | 60.81%        | 22,780           | 56.37%           | 17,631    | 43.63%    |
| Primorje-Gorski Kotar            | 269,622     | 150,206   | 55.71%        | 56,153           | 38.33%           | 90,361    | 61.67%    |
| Sisak-Moslavina                  | 152,890     | 84,233    | 55.09%        | 44,079           | 53.72%           | 37,967    | 46.28%    |
| Split-Dalmacia                   | 410,038     | 248,000   | 60.48%        | 149,531          | 62.12%           | 91,174    | 37.88%    |
| Šibenik-Knin                     | 105,511     | 58,894    | 55.82%        | 33,876           | 59.07%           | 23,475    | 40.93%    |
| Varaždin                         | 147,026     | 90,116    | 61.29%        | 31,440           | 35.77%           | 56,443    | 64.23%    |
| Virovitica-Podravina             | 73,188      | 44,771    | 61.17%        | 23,339           | 53.50%           | 20,287    | 46.50%    |
| Vukovar-Sirmia                   | 159,514     | 88,558    | 55.52%        | 51,443           | 59.49%           | 35,024    | 40.51%    |
| Zadar                            | 166,194     | 87,358    | 52.56%        | 49,733           | 58.54%           | 35,226    | 41.46%    |
| Condado de Zagreb                | 273,728     | 163,479   | 59.72%        | 81,651           | 51.49%           | 76,914    | 48.51%    |
| Zagreb                           | 692,780     | 430,308   | 62.11%        | 200,573          | 48.11%           | 216,290   | 51.89%    |
| Votantes del exterior            | –           | 37,193    | –             | 33,737           | 91.11%           | 3,291     | 8.89%     |
| TOTAL                            | 3,825,242   | 2,258,109 | 59.03%        | 1,114,945        | 50.74%           | 1,082,436 | 49.26%    |
| Fuente: State Election Committee |             |           |               |                  |                  |           |           |